# Sinopotamon tinghsiangense
Sinopotamon tinghsiangense är en kräftdjursart. Sinopotamon tinghsiangense ingår i släktet Sinopotamon och familjen Potamidae. IUCN kategoriserar arten globalt som otillräckligt studerad. Inga underarter finns listade i Catalogue of Life.